# Nasonovia smithi
Nasonovia smithi är en insektsart som beskrevs av Heie 1979. Nasonovia smithi ingår i släktet Nasonovia och familjen långrörsbladlöss. Inga underarter finns listade i Catalogue of Life.